# Silvestre Tiburcio Noyola Rodríguez
Silvestre Tiburcio Noyola Rodríguez (San Nicolás Tolentino, Cuajinicuilapa, Guerrero, 1 de enero de 1949) es un músico afromexicano que promueve y difunde el son de artesa o son de tarima el cual se remonta a la época del virreinato de la Nueva España y cuya tradición se ha ido perdiendo hasta el punto de casi desaparecer.

## Semblanza biográfica
Desde niño recibió la herencia cultural de la danza y música de artesa. Comenzó a tocar la guitarra y cantar corridos a la edad de 14 años. De 1971 a 1981 fue vocalista del grupo musical Los Inquietos del Trópico, quienes grabaron el éxito “Remordimientos” que obtuvo un disco de plata. En 1984 se unió al grupo Los Cimarrones en donde grabó el disco Traigo una flor hermosa y mortal con el apoyo del Instituto Nacional de Antropología e Historia (INAH).  Posteriormente grabó con Los Cimarrones los discos Corrido de Prisco Sánchez, Corrido de los tres valientes, Corrido de Adislao Justo, Corrrido de Ignacio Remedios, Corrido de Tomás Marín, Corrido de Porfirio Pastrana y Sones de artesa.   
El son de artesa surgió durante la época del virreinato a través del sincretismo cultural de europeos, africanos e indígenas americanos. Fundó y dirigió el grupo Son de Artesa, integrado por 12 músicos y bailarines, niños, jóvenes y adultos, quienes son estudiantes, campesinos y amas de casa. Los instrumentos que  utilizan son tanto de origen europeo (cuerdas) como de origen africano (percusiones). Algunas de las danzas tradicionales que se acompañan con esta música son “Toro de petate”, “Los apaches”, “12 pares de Francia” y “Diablos”.
Por ota parte, ha recopilado y escrito corridos guerrerenses que narran historias antiguas, son semejantes al corrido norteño aunque con ciertas diferencias, las historias narran pleitos entre familias, guerras contra el gobierno por las tierras,  guerras entre terratenientes con el gobierno o de campesinos contra terratenientes. Ha realizado alrededor de 80 grabaciones de estos corridos.
Bucho Noyola, como también se le conoce, ha recorrido desde 1982 diversos estados del país interpretando el son de artesa, corridos y chilenas. Ha participado en festivales afromestizos que se han llevado a cabo en Guerrero, Oaxaca, Quintana Roo, Veracruz y en la Ciudad de México.

## Premios y distinciones
- Premio Nacional de Ciencias y Artes en el área de Artes y Tradiciones Populares otorgado por la Secretaría de Educación Pública en 2001.